# Jean-Baptiste Jourdan
Jean-Baptiste Jourdan, Bá tước Jourdan (29 tháng 4 năm 1762 – 23 tháng 11 năm 1833), là một binh nhì trong quân đội hoàng gia Pháp và sau đó đã vươn lên vị trí chỉ huy quân đội trong thời kì Chiến tranh Cách mạng Pháp. Hoàng đế Napoleon I đã phong ông hàm Thống chế năm 1804 và tiếp tục tham chiến trong Các cuộc chiến tranh của Napoléon. Sau năm 1815, ông quay lại phục vụ trong vương triều Bourbon. Ông là một trong những tư lệnh thành công nhất trong Quân đội Cách mạng Pháp.